# Simardangiang
Simardangiang is een bestuurslaag in het regentschap Tapanuli Utara van de provincie Noord-Sumatra, Indonesië. Simardangiang telt 638 inwoners (volkstelling 2010).